# نارمند (حاجی‌آباد)
نارمند (حاجی‌آباد)، روستایی از توابع بخش فارغان شهرستان حاجی‌آباد در استان هرمزگان ایران است. 

## جمعیت
این روستا در دهستان فارغان قرار دارد و براساس سرشماری مرکز آمار ایران در سال ۱۳۸۵، جمعیت آن ۱۲۹ نفر (۴۱خانوار) بوده‌است.

## فرهنگ کشاورزی
بنا به قرارگیری در کنار شهر فارغان داری یک فرهنگ وهنر و با گویش فارغانی تکلم می‌کنند.
داری چشمه وباغاهای مرکبات نارنگی درختان سردسیری وگرم سیری دیده می‌شود کتاب [نگاهی اجمالیِ برجغرافیایِ تاریخیِ فارغان زمین] شماره کتاب شناسی ۷۵۷۰۳۴۰ وشابک ۹۷۸-۶۲۲-۷۶۶۱-۰۹-۵ نام نویسنده آزین معتضدکیوانی می باشد.